# Gottfried Klingemann
Gottfried Klingemann (Berlijn, 28 januari 1884 - Haunstetten, 18 oktober 1953) was een Duitse officier en een SS-Brigadeführer (brigadegeneraal) en Generalmajor in de Waffen-SS tijdens de Tweede Wereldoorlog. Hij volgde Karl von Fischer-Treuenfeld op als commandant van de 2e SS-Infanteriebrigade en was commandant van de SS-Junkerschule Bad Tölz.

## Leven
Op 28 januari 1884 werd Gottfried Klingemann in Berlijn geboren. Hij was de zoon van een districtsrechter en latere president van de Preußische Bodenkredit AG (hypotheekbank). In 1903 behaalde Klingemann zijn Abitur aan het gymnasium in Berlijn. In hetzelfde jaar trad hij in dienst van het Pruisische leger en werd als Fahnenjunker (aspirant-officier) opgenomen in het Infanterie-Regiment „Herwarth von Bittenfeld“ (1. Westfälisches) Nr. 13. Klingemann werd op 28 januari 1904 bevorderd tot Leutnant (tweede luitenant). Na zijn bevordering werd hij naar de militaire academie in Berlijn gestuurd. Tijdens zijn leergang aan de militaire academie, werd hij opnieuw bevorderd nu tot Oberleutnant (eerste luitenant). Afgestudeerd werd Klingemann tot commandant van het 5e bataljon in het Infanterie-Regiment „Herwarth von Bittenfeld“ (1. Westfälisches) Nr. 13 benoemd. 

### Eerste Wereldoorlog
Klingemann nam deel aan de Eerste Wereldoorlog. Hij raakte gewond, en werd na zijn herstel ingezet als brigadeadjudant in de 96. Reserve-Infanterie-Brigade. Op 24 december 1914 werd hij bevorderd tot Hauptmann (kapitein). En werd ingezet als inlichtingenofficier in het Armeeoberkommando Süd. Hierna werd Klingemann naar het 2e bataljon van het 223e Infanterieregiment gestuurd. En kort hierop volgend werd hij benoemd tot chef van het 2e bataljon van het Kaiser Alexander Garde-Grenadier-Regiment Nr. 1. Op 17 juni 1918 raakte Klingemann gewond. Van 1 januari 1919 tot juni 1919 was hij geplaatst in het Pruisisch ministerie van Oorlog.
Na de oorlog wilde Klingemann eerst naar het voormalige Duitse koloniën in Oceanië emigreren. Dit plan werd gedwarsboomd door het algemene immigratieverbod van de Australische regering.
Op 24 maart 1919 trouwde Klingemann met Lilly Bielefeld. Hij nam op 4 juni 1919 ontslag uit het leger, en kreeg de rang Charakter als Major (eretitel van majoor) mee.

### Interbellum
In 1921 was Klingemann als zakenman werkzaam. Hij werkte als procuratiehouder voor de ijzergroothandel Heinrich Nölle in Essen. Een jaar later was Klingemann directeur van de Ruhr A.G. in Wanne. Dit bedrijf ging als gevolg van de Franse Ruhrbezetting failliet. Hierna werkte Klingemann van 1926 tot 1930 als directeur van de kuuroorden in Borkum en Norderney. Na zijn vertrek richtte hij in Münster een algemeen agentschap voor verzekerings- en bouwspaarkas op. Op 1 december 1931 werd hij lid van de Nationaalsocialistische Duitse Arbeiderspartij (NSDAP), en in 1932 werd Klingemann ook lid van de Sturmabteilung (SA). Hij werd geplaatst in de staf van de SA-Gruppe Westfalen. Hierna werd Klingemann tot 21 november 1933 geplaatst in de SA-Sturm Münster. Van 21 november 1933 tot 31 maart 1935 was hij leider van de hoofdaanmeldingsbureau Münster van de Freiwillige Arbeitsdienst (FAD). Klingemann ging als E-Offizier-Anwärter leergang van de Reichswehr volgen in Neuhammer. Van 7 oktober 1936 tot 13 april 1937 werd hij ingezet als hoofd opleidingen en commandant van de Grenzschutz Landwehr Regiment Allenstein (vrije vertaling: grensbewaking landweer regiment Allenstein).

### Tweede Wereldoorlog
Op 14 april 1937 werd Klingemann lid van de Schutzstaffel (SS), en werd als kandidaat en leider van de centrale afdeling I/2 geplaatst in het SD-Hauptamt. Klingemann werd meerdere malen bevorderd, en was nu een SS-Standartenführer (kolonel). Hij werd toegewezen aan de Generalinspektion der Verstärkten SS-Totenkopfstandarten, en kreeg het commando over de Totenkopf-Standarte 13. Aansluitend werd Klingemann commandant van de opstellingsstaf van het SS-Regiment Nordland. Van 1 december 1940 tot 25 februari 1941 was hij commandant van het Totenkopf-Standarte 4 "Ostmark", deze eenheid werd later omgevormd in het SS-Infanterie-Regiment 4 "Ostmark". Voor een korte periode was Klingeman geplaatst in de Kommandostab Reichsführer-SS daar werd hij bevorderd tot SS-Oberführer der Reserve (W-SS). In oktober 1941 volgde zijn benoeming tot commandant van de 2e SS-Infanteriebrigade als opvolger van Karl von Fischer-Treuenfeld. De brigade was als vrijwillige eenheid geplaatst in het 18e Leger, wat onderdeel was van de Heeresgruppe Nord (Legergroep Noord). Op 26 januari 1943 werd Klingemann benoemd tot commandant van de SS-Junkerschule Bad Tölz. Aan het einde van de oorlog volgde nog zijn plaatsing in het SS-Führungshauptamt, waar hij als inspecteur van de infanterie in de afdelingsgroep C werkte. Hierna werd Klingemann in het Führerreserve van het SS-Führungshauptamt geplaatst. Tegelijk werd hij naar het SS-Panzergrenadier-Ausbildungs- u. Ersatz-Bataillone 1. gestuurd. Met ingang van 31 mei 1944 ging Klingemann uit de actieve dienst van de Waffen-SS, maar hij bleef wel in dienst van de Allgemeine-SS. En werd in de staf van de SS-Oberabschnitte Spree geplaatst.

## Na de oorlog
Over het verdere verloop van zijn leven is niets bekend. Op 18 oktober 1953 stierf Klingemann in Haunstetten.

## Carrière

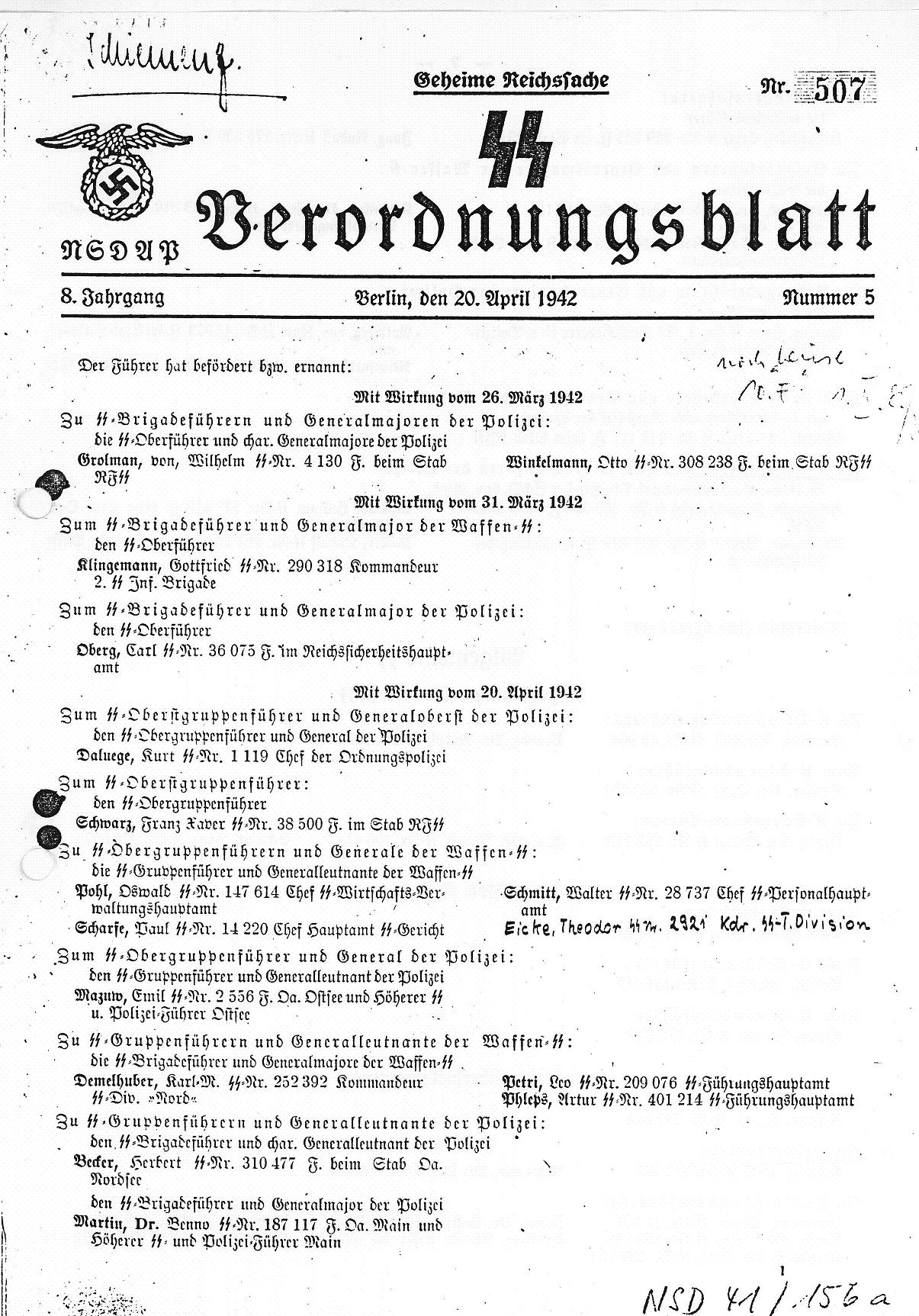
Klingemann zijn bevordering tot SS-Brigadeführer gepubliceerd in het SS-Verordnungsblatt.

Klingemann bekleedde verschillende rangen in zowel de Allgemeine-SS als Waffen-SS. De volgende tabel laat zien dat de bevorderingen niet synchroon liepen.
| Datums                                       | Pruisische leger                 | Reichswehr               | Sturmabteilung      | Heer                | Allgemeine-SS          | Waffen-SS                              |
| -------------------------------------------- | -------------------------------- | ------------------------ | ------------------- | ------------------- | ---------------------- | -------------------------------------- |
| 16 maart 1903                                | Fahnenjunker (aspirant-officier) | —                        | —                   | —                   | —                      | —                                      |
| 28 januari 1904                              | Leutnant                         | —                        | —                   | —                   | —                      | —                                      |
| 27 januari 1913                              | Oberleutnant                     | —                        | —                   | —                   | —                      | —                                      |
| 24 december 1914                             | Hauptmann                        | —                        | —                   | —                   | —                      | —                                      |
| 25 september 1920                            | —                                | Charakter als Major a.D. | —                   | —                   | —                      | —                                      |
| Augustus 1932                                | —                                | —                        | SA-Sturmführer      | —                   | —                      | —                                      |
| 15 juni 1932                                 | —                                | —                        | SA-Sturmhauptführer | —                   | —                      | —                                      |
| 1 april 1935                                 | —                                | —                        | —                   | E-Offizier-Anwärter | —                      | —                                      |
| 1 augustus 1935 (met Patent van 1 juli 1933) | —                                | —                        | —                   | Major (E)           | —                      | —                                      |
| 7 oktober 1936                               | —                                | —                        | —                   | —                   | SS-Anwärter            | —                                      |
| 9 november 1937                              | —                                | —                        | —                   | —                   | SS-Mann                | —                                      |
| 9 november 1937                              | —                                | —                        | —                   | —                   | SS-Sturmbannführer     | —                                      |
| 30 januari 1938                              | —                                | —                        | —                   | —                   | SS-Obersturmbannführer | —                                      |
| 30 januari 1939                              | —                                | —                        | —                   | —                   | SS-Standartenführer    | —                                      |
| 1 maart 1940                                 | —                                | —                        | —                   | —                   | —                      | SS-Standartenführer der Reserve (W-SS) |
| 21 juni 1941                                 | —                                | —                        | —                   | —                   | —                      | SS-Oberführer der Reserve (W-SS)       |
| 31 maart 1942                                | —                                | —                        | —                   | —                   | SS-Brigadeführer       | Generalmajor (W-SS) a.D.               |

- Gepensioneerde voormalige officieren waren vaak tewerkgesteld als burgerpersoneel van het Schwarze Reichswehr in "Landesschutzangelegenheiten" (L-werknemers). Vanaf 1 oktober 1933 dienden ze als zogenaamde L-officieren (L = Landsschutz; niet Landwehr) in commandoposten van de Reichswehr, zij droegen burgerkleding, en hadden "a.D." achter hun naam en rang. Het was alsof ze een aparte carrière hadden, met een eigen salaris naast het actieve officierenkorps. Op 5 maart 1935 werd de naam veranderd in E-Offiziere Ergänzungsoffizierskorps. Hier kwamen de rangen dan als optelling in (E). Deze officieren werden alleen in bepaalde gebieden ingezet, meestal binnen de dienst, en stelden actieve officieren beschikbaar voor andere doeleinden tijdens de herbewapening[16].

## Lidmaatschapsnummers
- NSDAP-nr.: 817 565[13][12] (lid geworden 1 december 1931[2])
- SS-nr.: 290 318[13][12] (lid geworden 14 april 1937[2][10])

## Onderscheidingen
Selectie:
- IJzeren Kruis 1914, 1e Klasse[12] (1 november 1914[2]) en 2e Klasse[12] (21 september 1914[2])
- Gewondeninsigne 1918 in zilver[2]
- Duitse Kruis in goud op 23 februari 1943 als SS-Brigadeführer en Generalmajor in de Waffen-SS en Commandant van de 2e SS-Infanteriebrigade (gemotoriseerd)[2][17]
- Ehrendegen des Reichsführers-SS[13]
- SS-Ehrenring[13]